# Offensiva Leopoli-Sandomierz
L'Offensiva Leopoli-Sandomierz (in russo Львовско-Сандомирская стратегическая наступательная операция, L'vovsko-Sandomirskaja strategičeskaja nastupatel'naja operacija) fu un grande attacco sovietico sferrato nel luglio 1944, durante la seconda fase dell'offensiva generale estiva dell'Armata Rossa, iniziata a giugno con la schiacciante vittoria dell'Operazione Bagration, nel settore centro-meridionale del Fronte orientale nel corso della seconda guerra mondiale.
Il 1º Fronte ucraino, guidato dall'energico maresciallo Ivan Konev, e rafforzato con un gran numero di soldati, carri armati e aerei, ottenne un nuovo successo contro le più deboli forze tedesche e, nonostante aspri contrattacchi delle Panzer-Division della Wehrmacht, effettuò una rapida avanzata fino alla linea della Vistola (in Polonia orientale) che venne superata alla fine del mese di luglio a Sandomierz, costituendo delle preziose teste di ponte strategiche.
La campagna fu caratterizzata da alcune audaci manovre delle armate corazzate sovietiche che superarono l'opposizione tedesca ed alcune difficoltà tattiche riuscendo ugualmente a progredire in avanti verso i loro obiettivi; in un'occasione, l'Armata corazzata del generale Pavel Rybalko attaccò contemporaneamente verso ovest - in direzione della Vistola - e verso est, per attaccare alle spalle le forze tedesche accerchiate a Leopoli. Le truppe tedesche si batterono disperatamente per evitare la catastrofe e, con l'aiuto di alcuni rinforzi, riuscirono alla fine di agosto e dopo aver subito pesanti perdite, a stabilizzare momentaneamente la situazione, pur dopo una disastrosa ritirata di 300 km e dopo aver perso alcune importanti posizioni sulla Vistola.

## Situazione strategica sul Fronte orientale
Nel corso delle lunghe e complesse analisi strategiche condotte dallo Stavka e dallo Stato Maggiore generale sovietico sotto l'inquieta supervisione personale di Stalin nella primavera 1944 allo scopo di pianificare accuratamente la nuova offensiva generale dell'estate, era stata decisa, oltre alla manovra principale in Bielorussia contro il Gruppo d'armate Centro (Operazione Bagration), anche una seconda grande operazione più a sud (in Volinia) per sfruttare i previsti successi dei Fronti bielorussi e avanzare lungo la direttrice Leopoli-Przemyśl-fiume Vistola, sbaragliando le forze tedesche del Gruppo d'armate Ukraina Nord.
Questo importante compito sarebbe stato affidato al potente 1º Fronte ucraino comandato dall'esperto, risoluto e capace maresciallo Ivan Konev, reduce dalle grandi vittorie ottenute durante la campagna d'inverno. Per ottenere risultati decisivi in un terreno difficile, fortificato e difeso da numerosi reparti tedeschi rafforzati da ingenti riserve corazzate, il raggruppamento operativo del maresciallo sarebbe stato potenziato al massimo trasformandolo nel Fronte più potente mai costituito dall'Armata Rossa in tutta la guerra sul fronte orientale.
Alla vigilia dell'inizio dell'offensiva il 13 luglio 1944, il maresciallo Konev poteva disporre di un grande raggruppamento di forze costituito da sette armate di fanteria (1ª, 3ª e 5ª Armata delle guardie, 13ª, 18ª, 38ª e 60ª Armata); tre intere armate corazzate (1ª e 3ª Armata corazzata della Guardia; 4ª Armata corazzata); due Gruppi di cavalleria meccanizzata - il gruppo Baranov con il 25º Corpo corazzato e il 1º Corpo di cavalleria delle guardie; e il gruppo Sokolov con il 31º Corpo corazzato e il 6º Corpo di cavalleria delle guardie - ; due armate aeree (2ª e 8ª). Nel complesso il maresciallo Konev allineava in totale 80 divisioni e 10 corpi corazzati o meccanizzati: con le riserve, si trattava di oltre 1 200 000 uomini, 2 200 mezzi corazzati, 14 000 cannoni e 2 800 aerei.
Riguardo l'impiego di queste potenti forze, sorse, già durante la fase di pianificazione, un grosso contrasto tra il maresciallo Konev e Stalin in persona; il dittatore si mostrò molto critico di fronte al complicato piano escogitato dal comandante del 1° Fronte Ucraino che prevedeva la costituzione di due raggruppamenti operativi distinti, per sferrare due grandi attacchi contemporanei, a nord lungo la direttrice Luc'k-Rava-Rus'ka, e al centro da Ternopil' in direzione di Leopoli, con l'aggiunta di una finta nel settore di Stanislavov.
Stalin, sempre dubbioso riguardo a questi piani complessi e timoroso di una pericolosa dispersione di forze, approvò il piano solo dopo lunghe discussioni e dopo alcuni minacciosi avvertimenti al maresciallo Konev sui pericoli di un fallimento. In realtà, il piano del maresciallo (approvato dallo Stavka il 24 giugno), basato sull'esatto apprezzamento della sua grande superiorità di forze e sulle prevedibili difficoltà di un solo attacco diretto alla regione fortificata di Leopoli, avrebbe dimostrato sul campo i suoi pregi e la sua validità operativa a dispetto dei dubbi di Stalin.
Fino all'andamento disastroso delle operazioni in Bielorussia e al conseguente crollo del Gruppo d'armate Centro, il Gruppo d'armate Ukraina Nord, guidato dal feldmaresciallo Model, energico generale e grande esperto di guerra difensiva, aveva costituito il raggruppamento tedesco più potente e meglio equipaggiato del Fronte orientale. Sulla base di errate valutazioni del servizio informazioni, i comandi tedeschi e lo stesso Hitler (apparentemente sempre in attesa di un prossimo crollo sovietico) avevano ipotizzato un'offensiva principale sovietica in Volinia, e quindi avevano rafforzato adeguatamente il Gruppo d'armate, trasferendovi anche il 56º Panzerkorps, in precedenza assegnato al Gruppo d'armate Centro.
Ai primi di luglio la situazione era profondamente mutata: di fronte alla catastrofe di Minsk e alla necessità di sbarrare l'enorme varco aperto al centro delle difese tedesche, Hitler e l'OKH avevano destituito il feldmaresciallo Busch, comandante del Gruppo d'armate Centro, sostituendolo proprio con Model, che aveva mantenuto il comando contemporaneo dei due Gruppi d'armate, e soprattutto avevano precipitosamente trasferito a nord, sottraendole alle difese in Volinia, quattro Panzerdivision (5., 4., 7. e 19. Panzer-Division) e tre divisioni di fanteria, indebolendo quindi in modo sostanziale le difese nell'area di Luc'k e di Leopoli, proprio alla vigilia dell'attacco del maresciallo Konev.
Al momento dell'inizio della potente offensiva dell'Armata Rossa, il 13 luglio, quindi, il Gruppo d'armate Ukraina Nord era ridotto a sole cinque divisioni corazzate, una divisione SS meccanizzata reclutata tra i nazionalisti ucraini (la 14. Grenadier-Division SS "Galitzen"), e 34 divisioni di fanteria; con un complesso di forze di circa 900 000 uomini, 900 mezzi corazzati e 700 aerei (inquadrate nella 4ª Panzerarmee del generale Walther Nehring e nella 1ª Panzerarmee del generale Erhard Raus), in netta inferiorità rispetto alle forze sovietiche.

## La battaglia

### Le forze e i piani sovietici

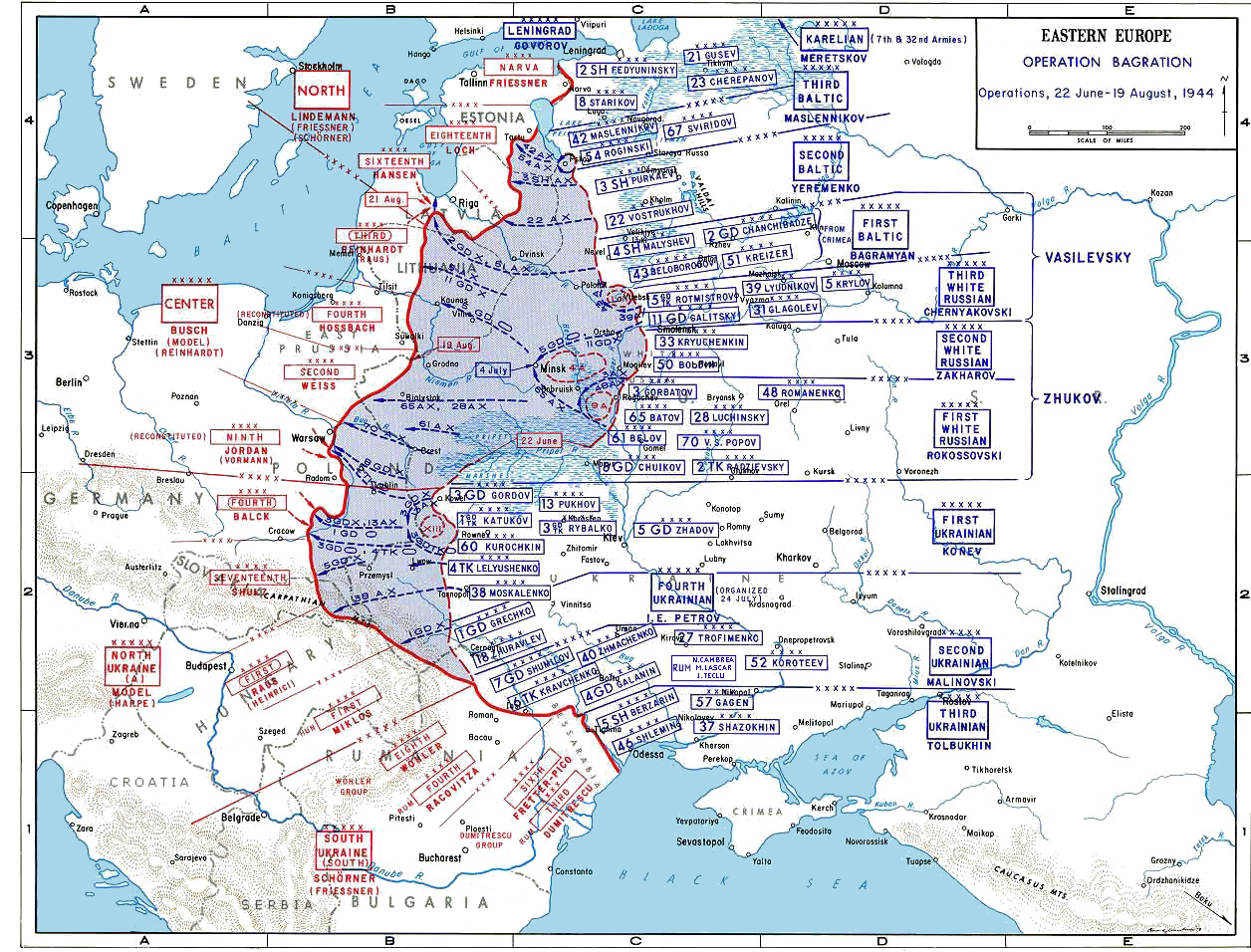
Mappa con le direttrici dell'offensiva estiva sovietica del 1944.

Il maresciallo Konev, dopo aver ottenuto la riluttante approvazione di Stalin al suo complesso piano di attacco su due direttrici parallele, aveva proceduto energicamente ad effettuare gli opportuni rischieramenti di truppe per ottenere localmente la decisiva superiorità di uomini e mezzi necessaria per superare le munite difese tedesche. Il maresciallo era ancor più persuaso della giustezza dei suoi piani anche alla luce del ben noto precedente storico della prima guerra mondiale, quando l'Esercito imperiale russo, pur avendo ottenuto nell'agosto 1914 un sonante successo a Leopoli, era stato rapidamente fermato a ovest di quella città proprio per la mancanza di un attacco secondario verso Rava-Rus'ka per attirare le riserve austro-ungariche.
Durante la prima settimana di luglio, quindi, il maresciallo Konev costituì i due grandi raggruppamenti tattici destinati ad effettuare il doppio attacco; rigorose misure di maskirovka furono adottate per ingannare il servizio informazioni tedesco e mascherare le intenzioni e i concentramenti operativi sovietici, gli spostamenti vennero spesso eseguiti di notte e alcuni movimenti fittizi mirarono a attrarre l'attenzione tedesca sul fianco sinistro sovietico (area di Stanislawow). In realtà, sembra che il Comando tedesco individuò giustamente il concentramento di fronte a Leopoli, e quindi non venne completamente ingannato, anche se i movimenti della 1ª Armata corazzata delle guardie a sud di Luc'k non vennero individuati in tempo.

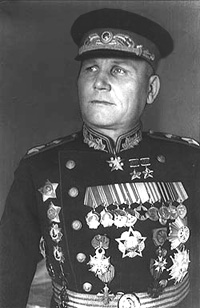
Il maresciallo Ivan Konev.

Il feldmaresciallo Model si aspettava in effetti un attacco principale sovietico in direzione di Brody e di Leopoli, e quindi la principale concentrazione di forze corazzate di riserva (il 3º Panzerkorps del generale Hermann Breith) venne posizionata lungo questa direttrice strategica; inoltre i tedeschi avevano avuto tempo a disposizione per costituire una triplice cintura fortificata difensiva e per organizzare alcuni capisaldi principali (Volodymyr-Volyns'kyj, Brody, Zoločiv, Rava Rus'ka e Stanislavov)
I piani dettagliati finali del maresciallo Konev vennero diramati il 7 luglio e la data di inizio dell'offensiva venne stabilita per il 13 luglio; dal punto di vista tattico, venne sottolineata la necessità di attendere prima di impegnare in azione le forze corazzate e meccanizzate. Era previsto di fare intervenire le armate corazzate 24 ore dopo lo sfondamento delle posizioni principali nemiche, e i gruppi di cavalleria meccanizzata dopo 48 ore.
Con le potenti forze del suo 1° Fronte Ucraino, Konev aveva organizzato, nei centri di gravità dell'offensiva, due raggruppamenti operativi: a nord il Gruppo d'assalto Luc'k costituito dalla 3ª Armata delle guardie, dalla 13ª Armata, dal Gruppo di cavalleria meccanizzata Baranov e dalla 1ª Armata corazzata delle guardie (generale Michail Katukov), supportati da quattro corpi aerei della 2ª Armata aerea; a sud il Gruppo d'assalto Lvov con la 60ª Armata, la 38ª Armata, il Gruppo di cavalleria meccanizzata Sokolov, la 3ª (generale Pavel Rybalko) e la 4ª Armata corazzata delle guardie (generale Dmitrij Leljušenko), supportati da altri cinque corpi aerei della 2ª Armata aerea. Il fianco sinistro del Gruppo d'assalto Lvov, esposto a possibili contrattacchi tedeschi) sarebbe stato protetto dalla 1ª Armata delle guardie e dalla 18ª Armata, rafforzati dal 4º Corpo corazzato delle guardie "Kantemirovka" del tenente generale Pavel Polubojarov. Il maresciallo avrebbe mantenuto in riserva la 5ª Armata delle guardie.
L'offensiva ebbe un inizio improvviso e affrettato il 13 luglio: apprezzamenti da parte della ricognizione sovietica di movimenti tedeschi di ritirata dalla prima linea, imposero a Konev di trascurare il previsto bombardamento di artiglieria iniziale e di sferrare immediatamente l'attacco delle armate d'assalto nell'area di Luc'k (13ª Armata e 3ª Armata delle guardie). Evidentemente il comando tedesco era cosciente dell'imminenza dell'attacco e prevedeva di organizzare la difesa sulla posizione di resistenza arretrata per evitare i rischi di un distruttivo fuoco d'artiglieria sovietico .

### Il doppio attacco del 1º Fronte ucraino
L'offensiva sovietica ebbe quindi inizio nella giornata del 13 luglio, nel settore di Luc'k, e solo il 14 luglio nella regione di Ternopol' (a causa di difficoltà nelle ricognizioni in forze effettuate dai reparti incursori sovietici), senza il previsto martellamento preliminare dell'artiglieria, e incappò in tutti i settori nella aspra resistenza delle forze tedesche saldamente trincerate. I combattimenti ebbero subito un carattere di grande violenza, mentre le forze della Wehrmacht impegnavano notevoli reparti di artiglieria e soprattutto di aviazione per fiaccare la spinta nemica; tra i reparti aerei della Luftwaffe erano presenti le famose squadriglie da attacco al suolo dell'8° Fliegerkorps.
Nel settore di Luc'k l'attacco venne sferrato dalla 3ª Armata delle guardie (generale Gordov) e dalla 13ª Armata del generale Puchov; dopo due giorni di scontri le due armate di fucilieri erano penetrate nelle linee tedesche di 8–15 km, ma vennero subito contrattaccate il 14 e il 15 luglio dalla 16. e dalla 17. Panzer-Division. Solo l'intervento del Gruppo di cavalleria meccanizzata Baranov, l'impiego in forze dell'artiglieria e dell'aviazione e soprattutto della 1ª Armata corazzata delle guardie (11º Corpo corazzato delle guardie e 8º Corpo meccanizzato delle guardie) del generale Katukov, il 16 e il 17 luglio, permise di riprendere l'avanzata e di iniziare lo sfondamento in profondità. Il maresciallo Konev aveva accolto prontamente il suggerimento del generale Katukov di impegnare l'armata corazzata nel piccolo varco aperto dalla fanteria, nonostante il peggioramento delle condizioni climatiche.
Le riserve corazzate tedesche del 46º Panzerkorps vennero respinte verso nord con gravi perdite (in seguito la 16. Panzer-Division riuscì a sganciarsi e a rientrare in combattimento nella regione di Leopoli), e i carri armati di Katukov (preceduti dal distaccamento avanzato costituito dalla famosa 1ª Brigata corazzata delle guardie) avanzarono ora più rapidamente, nel settore della 3ª Armata delle guardie, raggiungendo il 18 luglio il Bug occidentale, mentre i reparti mobili del generale Baranov, in azione più a sud, nel settore della 13ª Armata, conquistavano Kamenka-Strumilova, minacciando le comunicazioni del raggruppamento tedesco rimasto nell'area di Brody.
Sempre il 18 luglio, la 44ª Brigata corazzata delle guardie (guidata dall'energico colonnello I.I.Gusakovskij), elemento di punta dell'armata di Katukov, forzò immediatamente il Bug occidentale a Dobrochin e respinse i violenti contrattacchi della 17. Panzer-Division, aprendo in questo modo la strada per Rava Rus'ka ed entrando per la prima volta in territorio polacco, subito seguita dal grosso della formazione corazzata, mentre il Gruppo Baranov respinse la 20. Panzergrenadier-Division, e la 3ª Armata e la 13ª Armata combatterono duri scontri a Volodymyr-Volyns'kyj e a Sokal'.
Nel frattempo la battaglia nel settore di Leopoli era stata ancor più violenta e combattuta, e aveva messo in notevoli difficoltà le unità dell'Armata Rossa; l'attacco in questo settore venne sferrato dalla 60ª e dalla 38ª Armata (al comando dei generali Kurockin e Moskalenko) solo nel pomeriggio del 14 luglio, e incontrò una dura ed efficace resistenza tedesca. Nella serata la penetrazione sovietica si limitava a soli 4–6 km. Il 15 luglio la situazione peggiorò ulteriormente per i sovietici; il comando tedesco della 1. Panzerarmee fece affluire la Divisione SS "Galitzen", per rafforzare la seconda linea difensiva, e soprattutto passò al contrattacco da Zborov con il 3º Panzerkorps, costituito dalla 1. e dalla 8. Panzer-Division, con oltre 200 carri armati.
Il contrattacco dei panzer tedeschi, diretto principalmente contro il fianco sinistro della 38ª Armata, in un primo momento, ottenne qualche successo, nonostante un grave errore del comando della 8. Panzer-Division che diresse la formazione su un percorso esposto all'azione aerea nemica e quindi subì durissime perdite a opera dei cacciabombardieri sovietici. In effetti, il comando del 1º Fronte ucraino, preoccupato dagli sviluppi della situazione, fece affluire forti reparti anticarro, alcune formazioni di riserva della 4ª Armata corazzata delle guardie, e soprattutto impegnò il grosso della 2ª Armata aerea (generale Krasovskij) che, avendo il dominio dei cieli, eseguì oltre 2000 missioni di attacco al suolo, danneggiando gravemente i reparti corazzati tedeschi del 3º Panzerkorps.
La sera del 15 luglio il tentativo tedesco era stato ormai fiaccato, ma la situazione rimaneva difficile: l'unica penetrazione tatticamente efficace raggiunta dalle armate d'assalto sovietiche si limitava ad un'ampiezza di soli quattro km e a una profondità di 14–16 km, nel settore della 60ª Armata presso la cittadina di Koltov. Il maresciallo Konev era stato sollecitato dallo Stavka ad non impegnare prematuramente le sue ingenti riserve corazzate prima di aver aperto un ampio squarcio nella posizione di resistenza principale tedesca, ma, di fronte alla incerta situazione concreta sul campo, prese la decisione di mutare i suoi piani e di correre il grande rischio di gettare le sue armate corazzate delle guardie nello stretto varco di Koltov, sperando di forzare la decisione e di accelerare in modo definitivo il crollo del fronte nemico.

### L'avanzata delle armate corazzate sovietiche

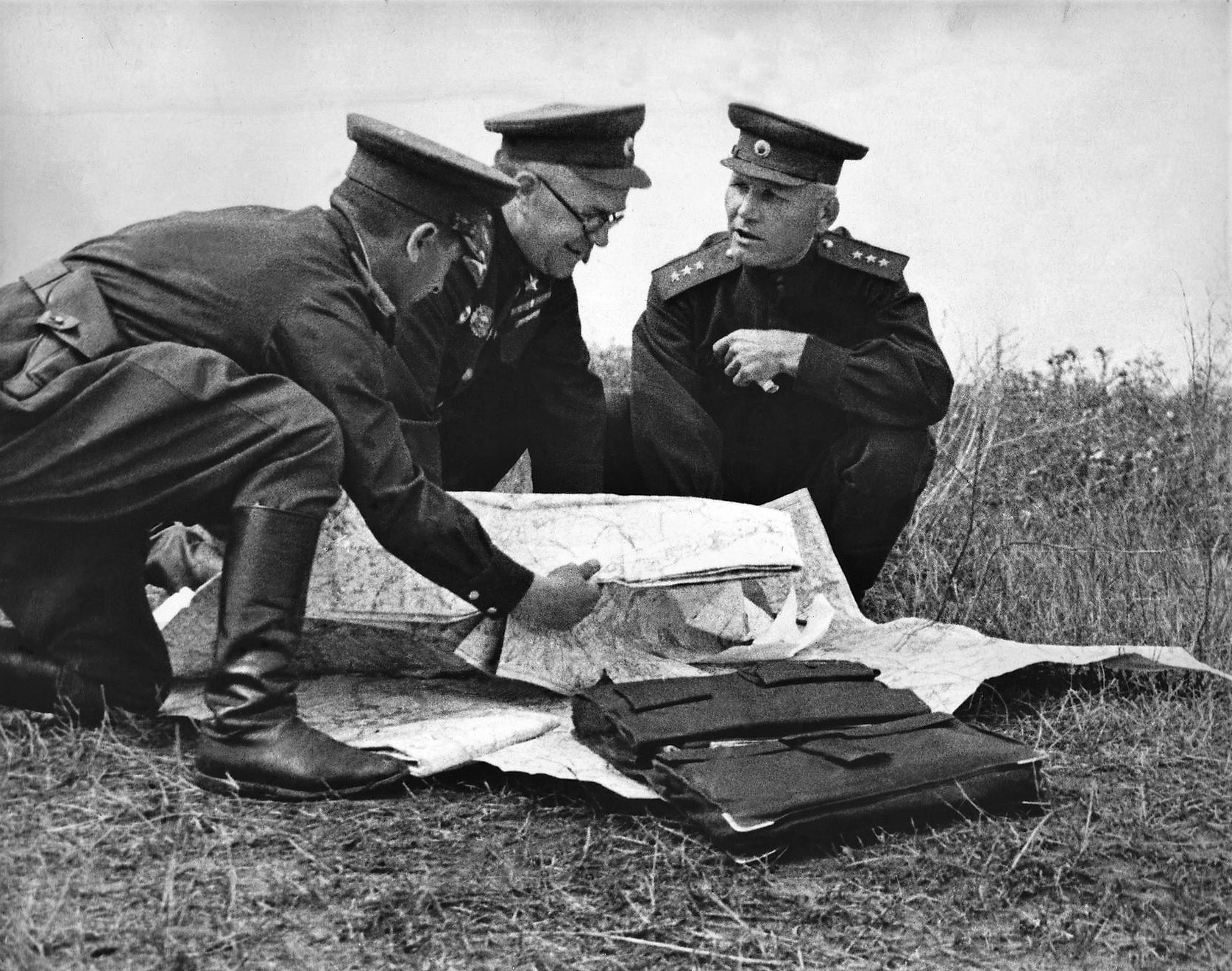
Consiglio di guerra di alti ufficiali dell'Armata Rossa: al centro il maresciallo Georgij Žukov, a destra il generale Ivan Konev.

Nella notte del 15 luglio i reparti avanzati della 3ª Armata corazzata delle guardie (69ª Brigata meccanizzata e 56ª Brigata corazzata del colonnello Z. Slusarenko) vennero portati avanti per cooperare con il 15º Corpo fucilieri della 60ª Armata, cercare di ampliare l'area di penetrazione e occupare la zona di Zoločiv; l'aviazione venne impegnata in forze per indebolire le difese nemiche, mentre all'alba del 16 luglio entrò in azione, sul fianco sinistro della 60ª Armata, la 1ª Armata delle guardie del generale Andrej Grečko, cercando di avanzare verso sud-ovest in direzione del Dnestr.
Infine, il mattino del 16 luglio, il grosso dei reparti corazzati del generale Rybalko diedero inizio, in un'atmosfera di grande tensione, alla penetrazione attraverso l'angusto "corridoio di Koltov", misurante appena 4–6 km di larghezza e 16-18 di lunghezza; per mancanza di strade, il corridoio dovette inoltre essere percorso su un solo itinerario dai vari corpi corazzati della 3ª Armata corazzata delle guardie (6º e 7º Corpo corazzato delle guardie e il 9º Corpo meccanizzato), incolonnati ed esposti al fuoco nemico proveniente dai lati dello stretto passaggio; anche il clima piovoso, trasformando la pista in una melma difficilmente praticabile, accrebbe la difficoltà dell'avanzata.
Durante il 16 e il 17 luglio, nonostante le grandi difficoltà, l'armata corazzata delle guardie continuò coraggiosamente ad avanzare; i corpi di testa (9º Corpo meccanizzato e 7º Corpo corazzato delle guardie) riuscirono a penetrare la seconda linea difensiva tedesca (parte della cosiddetta posizione "Prinz Eugen") e, la sera del 17 luglio, arrivarono sulle rive del fiume Peltev, dopo aver finalmente raggiunto le retrovie tedesche e aver sbaragliato le forze nemiche sul posto.
Nonostante questi successi, la situazione delle forze sovietiche rimaneva complessa e difficile; infatti il comando tedesco raggruppò rapidamente le due divisioni corazzate del 3º Panzerkorps a sud dello stretto corridoio e sferrò subito ripetuti attacchi per cercare di chiudere il varco e tagliare fuori le punte corazzate del generale Rybalko. Il maresciallo Konev, cosciente della precarietà della posizione delle sue truppe e della necessità di impedire ai tedeschi di isolare il "corridoio di Koltov", prese, a questo punto, la rischiosa decisione di impegnare direttamente dietro le colonne corazzate di Rybalko anche la 4ª Armata corazzata delle guardie del generale Leljušenko (10º Corpo corazzato delle guardie e 6º Corpo meccanizzato delle guardie). Il generale Leljušenko ricevette ordine di spingersi subito nel corridoio, alle spalle delle forze di Rybalko, e di puntare direttamente verso Leopoli, senza attaccare frontalmente la città e aggirandola da sud e sud-ovest.
Il 17 luglio, quindi, anche la 4ª Armata corazzata delle guardie entrò in azione nel "corridoio di Koltov", ma, a causa dei pesanti contrattacchi tedeschi sui fianchi, solo il 10º Corpo corazzato delle guardie poté entrare direttamente nel varco e avanzare rapidamente verso Leopoli, mentre il potente 6º Corpo meccanizzato delle guardie venne impegnato in furiosi scontri di carri contro la 1. e la 8. Panzer-Division (con circa 100 panzer ancora disponibili) che contrattaccavano per interrompere il "collo" dello stretto corridoio.

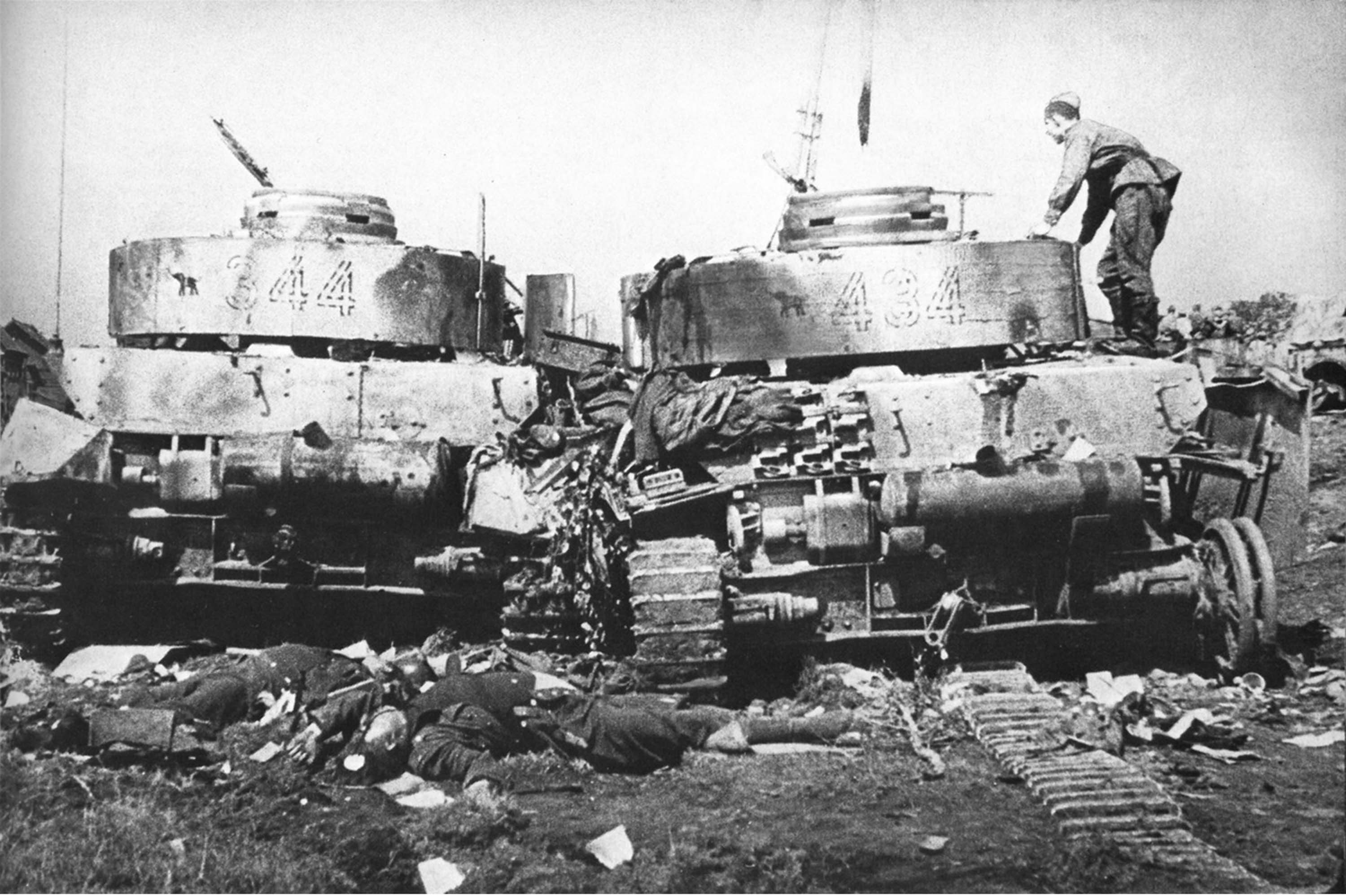
Relitti di carri armati tedeschi Panzer IV distrutti durante la battaglia d'estate.

Il 18 luglio la situazione tattica ebbe finalmente una chiara svolta a vantaggio dell'Armata Rossa: la 3ª Armata corazzata delle guardie del generale Rybalko riuscì ad attraversare il fiume Peltev e progredì a nord-est di Leopoli, mentre una parte delle sue forze (9º Corpo meccanizzato, rinforzato dal 31º Corpo corazzato del Gruppo di cavalleria meccanizzata Sokolov) si spinse a nord, congiungendosi con il Gruppo di cavalleria meccanizzata Baranov, proveniente dal raggruppamento di Luc'k, e isolando in una sacca di accerchiamento intorno a Brody il XIII Corpo d'armata tedesco (generale Hauffe) con otto divisioni, tra cui la SS "Galitzen".
Nello stesso momento, il generale Leljušenko, dopo il drammatico passaggio attraverso il "corridoio di Koltov", spinse audacemente il 10º Corpo corazzato delle guardie a sud-ovest di Leopoli, aggirando in questo modo il fianco sinistro delle Panzerdivisionen tedesche in combattimento più a est contro il 6º Corpo meccanizzato delle guardie, ora rinforzato dall'intervento della 60ª Armata e del 4º Corpo corazzato delle guardie. Rassicurati sulla situazione alla base del corridoio, Konev e Leljušenko poterono quindi disimpegnare il 6º Corpo meccanizzato delle guardie e spingerlo in avanti dietro il 10º Corpo corazzato delle guardie, a sud-est di Leopoli, in direzione di Horodok.
Inoltre, sempre il 18 luglio, aveva inizio anche la nuova potente offensiva delle armate del fianco sinistro del 1º Fronte bielorusso del generale Rokossovskij (Offensiva Lublino-Brest) che avrebbe provocato una grave sconfitta dell'ala sinistra del Gruppo d'armate Ukraina Nord e dell'ala destra del Gruppo d'armate Centro, e avrebbe favorito a sua volta il successo finale dell'offensiva del 1º Fronte ucraino del maresciallo Konev.

### Caduta di Leopoli e marcia verso la Vistola
Il maresciallo Konev contava, dopo aver finalmente portato le sue forze corazzate in campo aperto, oltre la munita cintura fortificata nemica, di non attardarsi in combattimenti prolungati per la conquista di Leopoli, ma di aggirare da nord e da sud la città puntando direttamente con il grosso delle sue forze mobili verso il San e la Vistola, mentre solo una parte della 3ª Armata corazzata delle guardie, la 13ª Armata e il 10º Corpo corazzato delle guardie avrebbero attaccato Leopoli di sorpresa, entro il 20 luglio, mentre le difese tedesche nell'area erano ancora molto deboli.
Alcuni errori tattici del generale Rybalko, che diresse la sua 3ª Armata corazzata delle guardie a nord-ovest di Leopoli su terreni fangosi e difficilmente praticabili e venne quindi fortemente ritardato nella sua avanzata, fecero fallire questi propositi del comando sovietico. Il Gruppo d'armate Ukraina Nord ebbe quindi il tempo di rafforzare, entro il 21 luglio, le difese di Leopoli trasferendo tre divisioni di fanteria dal settore di Stanislavov, e di organizzare una solida difese che respinse inizialmente l'avanzata frontale sovietica; anche le ormai deboli forze corazzate tedesche, dopo un fallito tentativo di sbloccare le truppe accerchiate più a nord a Brody, si sganciarono in direzione sud-ovest verso la Slovacchia.

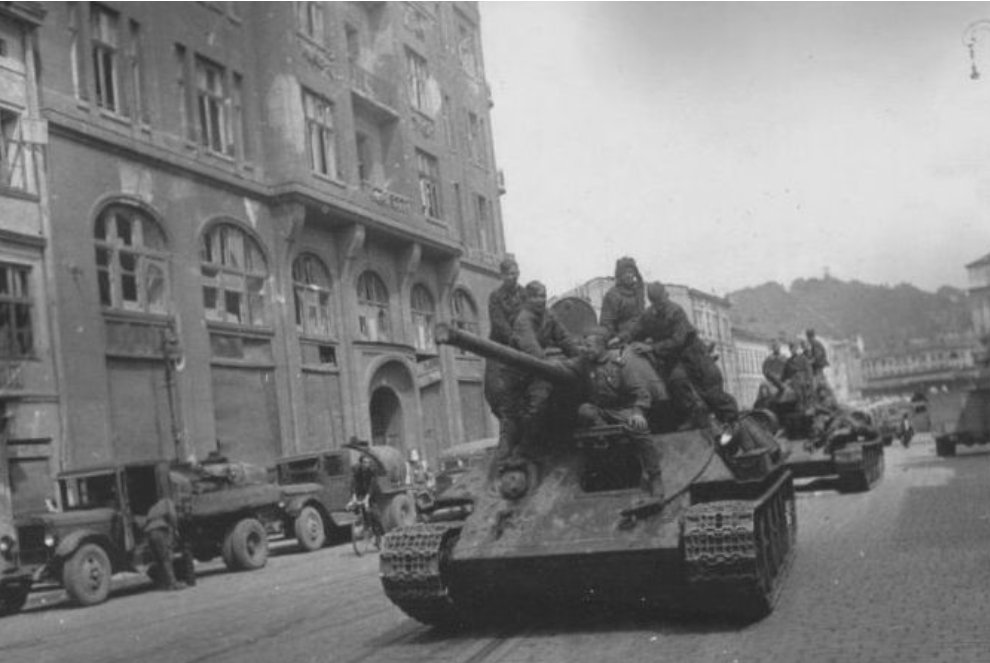
I carri armati sovietici entrano a Leopoli il 27 luglio 1944.

Il maresciallo Konev dovette quindi organizzare una manovra in forze per schiacciare le difese tedesche di Leopoli: il 10º Corpo corazzato delle guardie del generale Leljušenko marciò direttamente da sud verso il centro della città; da est venne portata avanti la 60ª Armata, rafforzata dal 4º Corpo corazzato delle guardie; infine il generale Rybalko, che, avendo perso i contatti radio con il comando del fronte, ricevette i suoi ordini tramite ufficiali trasportati sul posto con aerei di collegamento, si portò finalmente a nord-ovest e a ovest della città e distaccò il 6º Corpo corazzato delle guardie per attaccare alle spalle Leopoli, mentre spingeva il grosso della sua armata verso ovest in direzione del San.
Quindi, il 21 e il 22 luglio, mentre l'armata del generale Rybalko attaccava contemporaneamente da ovest verso est con il 6º Corpo corazzato delle guardie, in direzione di Leopoli, e da est verso ovest con il 7º Corpo corazzato delle guardie e il 9º Corpo meccanizzato, in direzione di Przemyśl sul San, Leljušenko irrompeva da sud con il 10º Corpo corazzato delle guardie direttamente dentro la città, e la fanteria della 60ª Armata attaccava da est, dando inizio ad alcuni giorni di aspri combattimenti contro le truppe tedesche quasi accerchiate.
Mentre il 22 luglio iniziava la battaglia per Leopoli e le forze del generale Rokossovskij erano alle porte di Lublino, si concludeva intanto, dopo violenti combattimenti, la battaglia di accerchiamento di Brody con la distruzione totale delle forze tedesche intrappolate. Il generale Hauffe, comandante del XIII corpo d'armata venne catturato, tutte le otto divisioni rimaste nella sacca furono sbaragliate dall'attacco delle forze sovietiche (elementi del Gruppo di cavalleria meccanizzata Baranov, della 13ª e della 60ª Armata, del 31º Corpo corazzato e del 4º Corpo corazzato delle guardie), i tedeschi ebbero 30 000 morti e feriti e i sovietici catturarono oltre 17 000 prigionieri; sole poche centinaia di soldati riuscirono a sfuggire dalla sacca.
La situazione tedesca divenne ancora più critica il 23 luglio con la comparsa dei primi elementi corazzati della 1ª Armata corazzata delle guardie del generale Katukov e del Gruppo di cavalleria meccanizzata Sokolov, provenienti da Rava Rus'ka, sulle rive del San, nella zona di Jarosław. Le due armate del Gruppo d'armate Ukraina Nord erano ormai in piena ritirata: la 1ª Panzerarmee ripiegava verso sud-ovest in direzione dei Carpazi, mentre la 4ª Panzerarmee arretrava, opponendo ancora forte resistenza, verso la Vistola, dove era previsto l'arrivo dei primi elementi di rinforzo richiamati dal comando tedesco da altri fronti.
Tra il 24 e il 26 luglio infuriarono duri scontri a Leopoli, attaccata ormai da tutte le direzioni dalle forze sovietiche: il 27 luglio i combattimenti terminarono con la completa vittoria sovietica, la conquista della città e la fuga di una parte delle forze tedesche attraverso un varco nel fronte d'accerchiamento sovietico nel settore sud-occidentale della città. In quello stesso giorno le forze di Katukov e Sokolov (subito seguite da quelle di Rybalko) erano già a soli 20 km dalla Vistola dopo aver attraversato il San e conquistato d'assalto Przemysl.
Dopo la caduta di Leopoli il maresciallo Konev poté disimpegnare altri reparti del generale Rybalko e il grosso dell'armata corazzata di Leljušenko per accelerare al massimo la marcia sulla Vistola e per conquistare subito teste di ponte sulla riva occidentale. Quindi, mentre la 4ª Armata corazzata delle guardie e il Gruppo di cavalleria meccanizzata Baranov deviavano verso sud-ovest per coprire il fianco sinistro, contenere alcuni contrattacchi tedeschi e avanzare vero Sambir, Drohobyč e Borislav (sedi di importanti pozzi di petrolio, che vennero occupati la sera del 28 luglio) le armate corazzate di Katukov e Rybalko erano ormai sulle rive del fiume.

### La linea della Vistola
Alla fine del mese di luglio la situazione del Terzo Reich e della Wehrmacht sembrava prossima al crollo su tutti i fronti: mentre le avanguardie corazzate del 1º Fronte ucraino si avvicinavano alla Vistola, le potenti armate del 1° Fronte Bielorusso del generale Rokossovskij marciavano contemporaneamente verso Varsavia (30 luglio) e verso la linea del Narew; le forze del generale Černjachovskijí raggiungevano il Niemen a Kaunas (1º agosto); il 1° Fronte Baltico del generale Bagramjan era giunto vicino a Tukums e quindi minacciava di isolare nei Paesi Baltici l'intero Gruppo d'armate Nord tedesco. Infine sul fronte di Normandia era in corso la decisiva Operazione Cobra che avrebbe condotto il 1º agosto allo sfondamento dell'Invasionfront a Avranches e alla sconfitta completa delle forze tedesche a ovest.
Lo Stavka e lo Stato maggiore generale sovietico sollecitarono quindi i loro comandanti sul campo a proseguire l'avanzata per sfruttare l'apparente stato di disgregazione del fronte nemico; sul 1º Fronte ucraino il maresciallo Konev decise di attraversare subito la Vistola con le sue armate corazzate di punta che erano ormai vicinissime al fiume. La sera del 30 luglio i mezzi corazzati del generale Rybalko e alcuni reparti del Gruppo di cavalleria meccanizzata Sokolov passarono il fiume di sorpresa e costituirono le prime precarie teste di ponte ad Annapol; ma furono i reparti della 13ª Armata (generale Puchov) e soprattutto le unità corazzate del generale Katukov (1ª Armata corazzata delle guardie) che effettuarono l'attraversamento più importante più a sud, tra Baranow e Sandomierz. Entro la serata del 30 luglio la testa di ponte era già profonda 8 km e larga circa 12 km. Il 1º agosto i genieri sovietici, nonostante attacchi aerei tedeschi, costruirono i primi ponti mobili che consentirono di trasportare i carri armati (anche la 3ª Armata corazzata delle guardie di Rybalko venne subito spostate in questa testa di ponte) e l'equipaggiamento pesante, trasformando, entro il 3 agosto, la testa di ponte di Sandomierz in un solido caposaldo sulla riva ovest della Vistola di grande importanza strategica.
Mentre Katukov, Rybalko e Puchov consolidavano le loro preziose posizioni sulla Vistola, le armate dell'ala sinistra di Konev (4ª Armata corazzata delle guardie, 1ª Armata delle guardie e 18ª Armata) erano impegnati in duri scontri per superare la efficace resistenza delle forze tedesche schierate a protezione dei Carpazi; dopo aspri combattimenti i sovietici riuscirono a conquistare anche Stanislawow e Dolyna, ma la difesa tedesca, rafforzata dalle forze del 24º Panzerkorps, finì per stabilizzare questo settore del fronte.
Ben lontani da rinunciare alla lotta, Hitler (appena sopravvissuto all'attentato del 20 luglio) e i suoi generali più fedeli e combattivi (Model, Guderian e Schörner) stavano al contrario organizzando frenetici spostamenti delle forze corazzate disponibili per contrattaccare le punte avanzate sovietiche e fermare finalmente la quasi inarrestabile offensiva nemica, sfruttando anche le enormi difficoltà logistiche causate dalle grandi distanze percorse e dalle gravi perdite subite dall'Armata Rossa.
Durante le prime due settimane di agosto il comando del Gruppo d'armate Ukraina Nord (che sarebbe passato al comando del generale Josef Harpe il 16 agosto, dopo il trasferimento del feldmaresciallo Model sul fronte occidentale, mentre il generale Georg-Hans Reinhardt assumeva la guida del Gruppo d'armate Centro) organizzò un nuovo raggruppamento (3º e 48º Panzerkorps) con la 16. , la 23., la 24. Panzer-Division, trasferite dalla Romania, con la 3. Panzer-Division arrivata dall'interno, e con il sPzAbt501, equipaggiato con i nuovi carri pesanti Tiger II, e sferrò ripetuti attacchi contro la testa di ponte di Sandomierz, per cercare di distruggerla.
I combattimenti continuarono molto violenti per quasi tutto il mese di agosto, i tedeschi attaccarono ostinatamente, ma le forze sovietiche nella testa di ponte (pur in inferiorità di mezzi) resistettero tenacemente e causarono pesanti perdite al nemico; alcuni reparti del 6º Corpo corazzato delle guardie (3ª Armata corazzata delle guardie) inflissero una grossa sconfitta al reparto dei Tiger II (il tenente A. P. Oskin, della 53ª Brigata corazzata delle guardie del colonnello Archipov, divenne famoso per i suoi exploit contro i carri armati tedeschi dell'11 agosto), e quindi mantennero il possesso della testa di ponte a Sandomierz, come fecero anche i reparti di Rokossovskij che avevano costituito altre due teste di ponte minori più a nord, a Magnuszew e Puławy.

## Bilancio e conseguenze

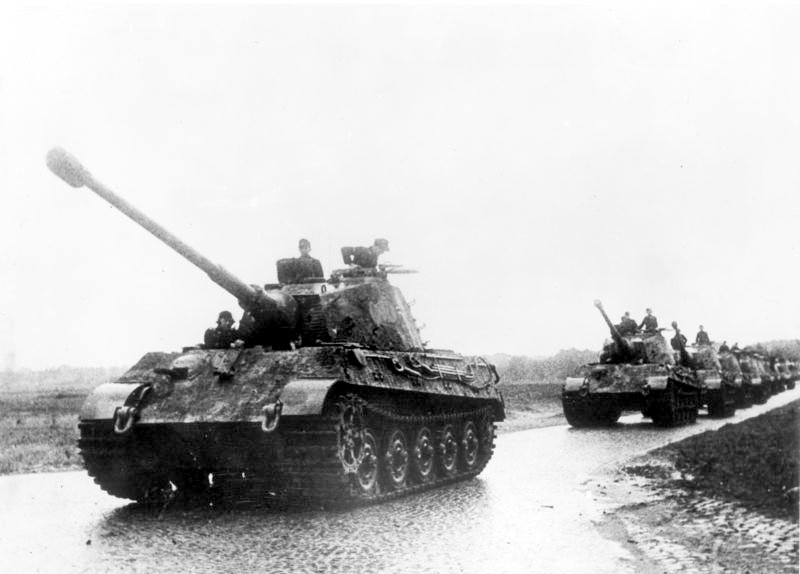
Colonna di carri pesanti Tiger II in marcia verso il fronte della Vistola.

Alla metà di agosto, tuttavia, l'offensiva generale estiva dell'Armata Rossa, caratterizzata da grandi vittorie, da avanzate per centinaia di km, e da enormi perdite inflitte alla Wehrmacht, era ormai giunta al termine. I tedeschi avevano contrattaccato con successo alle porte di Varsavia (2 agosto) e stavano per sferrare un'altra controffensiva sul Baltico per riaprire i collegamenti con il Gruppo d'armate Nord (16 agosto), mentre le forze sovietiche, che erano ormai stanche, logorate e bisognose di riorganizzazione e rinforzi, consolidarono le loro posizioni sul Niemen, sul Narew e soprattutto sulla Vistola in vista di nuove operazioni.
Anche il 1º Fronte ucraino del maresciallo Konev, dopo le sue drammatiche vittorie di luglio, e dopo la fondamentale conquista delle posizioni sulla Vistola, dovette interrompere ulteriori offensive e passare alla difensiva strategica, limitandosi ad operazioni locali di rafforzamento del fronte. I risultati raggiunti dalle imponenti forze del maresciallo erano stati indubbiamente importanti: grandi forze tedesche erano state sbaragliate, solidi capisaldi nemici erano stati conquistati, il nemico aveva subito notevoli perdite di uomini e mezzi ed era stato costretto a ritirarsi precipitosamente, abbandonando gli ultimi territori ucraini ancora occupati, la linea della Vistola era stata raggiunta e superata, ponendo le premesse operative per ulteriori avanzate verso il cuore della Polonia e della Germania. Le forze corazzate dell'Armata Rossa (costituite dalle armate corazzate più potenti ed esperte) avevano mostrato grande slancio offensivo e coraggio, riuscendo spesso a prevalere contro le abili Panzerdivisionen tedesche.
Accanto alle enormi vittorie conseguite con l'Operazione Bagration e con l'Offensiva Lublino-Brest, l'offensiva Leopoli-Sandomierz si concluse quindi con un rilevante successo strategico sovietico e con la distruzione di notevoli forze tedesche di prima linea, raggiungendo pienamente gli obiettivi strategici e operativi stabiliti da Stalin e dallo Stavka; mentre il maresciallo Konev ottenne nuovo prestigio dalla vittoria.
In realtà, nei primi giorni di luglio, subito prima dell'inizio dell'operazione Leopoli-Sandomierz, era sorta un'accesa discussione in seno all'Alto comando sovietico sulla opportunità, alla luce degli sviluppi eccezionalmente favorevoli dell'Operazione Bagration, di procedere ugualmente, secondo i piani, all'offensiva in Volinia, in direzione del San e della Vistola. Il maresciallo Žukov, in particolare, riteneva non più opportuno raggruppare enormi forze nel Fronte di Konev, sollecitando invece l'adozione di un grandioso piano di attacco, portato dall'ala sinistra rinforzata di Rokossovskij, in direzione nord-occidentale, lungo il corso della Vistola, per raggiungere direttamente la Pomerania, fino alla regione di Danzica, e accerchiando in un colpo solo i resti del Gruppo d'armate Centro e il Gruppo d'armate Nord.
Stalin, respinse bruscamente l'audace progetto di Žukov e impose di proseguire secondo i piani con la meno ambiziosa operazione su Leopoli-Sandomierz, diretta dal maresciallo Konev. Il dittatore, dopo le precedenti disavventure nel 1942 e nel 1943, non credeva più in gigantesche offensive risolutive, troppo complesse e ambiziose. Inoltre Stalin sottolineò come i tedeschi si sarebbero battuti con grande vigore a difesa del suolo della Germania, con il rischio per i sovietici di incorrere in un grave insuccesso. In effetti l'esperienza successiva in Prussia orientale, in Pomerania e a Berlino avrebbe confermato i dubbi di Stalin e la sua valutazione della situazione militare, in contrasto con il poco realistico e forse ineseguibile piano di Žukov.
Di fatto la strategia staliniana dei "dieci colpi di maglio" (le dieci offensive principali sovietiche che si succedettero durante il 1944) avrebbe fiaccato lentamente ma definitivamente la Wehrmacht, assicurando le posizioni strategiche necessarie per il balzo definitivo in Germania dell'inverno 1945.